# Johnsville
Johnsville é uma Região censo-designada localizada no estado americano da Califórnia, no Condado de Plumas.

## Demografia
Segundo o censo americano de 2000, a sua população era de 21 habitantes.

## Geografia
De acordo com o United States Census Bureau tem uma área de 35,7 km², dos quais 35,6 km² cobertos por terra e 0,1 km² cobertos por água. Johnsville localiza-se a aproximadamente 1259 m acima do nível do mar.

## Localidades na vizinhança
O diagrama seguinte representa as localidades num raio de 16 km ao redor de Johnsville.